# Compenserende rechten
Compenserende rechten zijn rechten bij invoer van goederen die worden ingesteld omdat  de producent van de goederen afkomstig zijn uit een ander land (andere douane-unie) kan genieten van een uitvoersubsidie. Deze uitvoersubsidie zorgt ervoor dat de ingevoerde goederen  tegen veel lagere prijzen kunnen worden verkocht in de Europese Unie dan indien zij lokaal zouden worden geproduceerd.
Dergelijke subsidies kunnen worden toegekend aan een buitenlandse producent voor de vervaardiging, productie, uitvoer of vervoer van elk product op een directe of indirecte manier door de plaatselijke lokale overheden.
De Europese producenten kunnen, indien die van mening zijn dat hun bedrijven (mogelijk) schade kunnen oplopen door praktijken van subsidie, de Europese Unie verzoeken om over te gaan tot instellen van maatregelen. De  Europese Commissie kan, na grondig onderzoek, compenserende rechten instellen om deze praktijken tegen te gaan.
Deze compenserende rechten hebben als doel deze uitvoersubsidies te neutraliseren. Voorbeelden van goederen waarop compenserende rechten van toepassing zijn; elektrische fietsen uit China, biodiesel uit Argentinië en bepaalde staalproducten uit China.